# Mike Dunn (snooker)
Mike Dunn, angleški igralec snookerja, * 20. november 1971, Lincoln, Lincolnshire, Anglija.

## Kariera
Dunn trenutno prebiva v Redcarju. Profesionalec je postal leta 1991. Njegov najboljši dosežek na jakostnih turnirjih je bila uvrstitev v osmino finala na turnirju Malta Cup 2005, na katerem je izločil Marca Fuja in Davida Grayja, dokler ga ni premagal Matthew Stevens z izidom 5-3.
Leta 2002 je uresničil življenjske sanje, potem ko se je uvrstil na glavni del turnirja Svetovnega prvenstva. Na prvenstvu je nastopal kot 72. postavljeni igralec in še enkrat izpadel proti Stevensu, rezultat je bil 6-10.  Leta 2001 se je kvalificiral na glavni del turnirja Thailand Masters, kar je bil njegov prvi nastop na glavnem delu turnirja katerega od jakostnih turnirjev na drugih celinah. 
V sezoni 2006/07 se je uvrstil med najboljših 32 igralcev na dveh turnirjih: Northern Ireland Trophyju 2006 in UK Snooker Championshipu 2006. Na turnir Shanghai Masters, prvi turnir sezone 2007/08, se je uvrstil po kvalifikacijah, a ga je nato čakal še wildcard krog, v katerem je izgubil proti domačinu Yu Deluju.  V tisti sezoni je bil blizu tudi uvrstitvi na glavni del turnirja Welsh Open 2008, v kvalifikacijah ga je zadnja ovira, Anglež John Parrott, tesno premagala s 5-4. 
Sezona 2009/10 je bila zanj že osma sezona zapored, v kateri je zasedal mesto med 64 najboljšimi igralci sveta po svetovni jakostni lestvici. Na tej je bil doslej najbolje uvrščen prav v trenutni sezoni, na njej v tej sezoni drži 38. mesto.
Dunn vadi v snooker centru The Hartlepool Snooker Centre v Hartlepoolu. Njegov najvišji niz v karieri znaša 138 točk. Dunna za promocijsko delo pogosto uporabljajo tudi na Svetovni snooker zvezi, med drugim je sodeloval pri predstavitveni zabavi turnirja UK Snooker Championship 2007.